# Alexander der Kreuzritter
Alexander der Kreuzritter, auch 1240 – Die Schlacht an der Neva, ist ein russischer Historienfilm von Igor Kaljonow aus dem Jahr 2008. Der Film beruht auf wahren Begebenheiten und schildert die Jahre 1239 und 1240 im Leben des Fürsten von Nowgorod und russischen Nationalheldens Alexander Jaroslawitsch Newski bis zur Schlacht an der Newa am 15. Juli 1240.

## Handlung
Fürst Alexander von Nowgorod regiert in schweren Zeiten. Mongolen, Deutsche, Schweden und die einheimischen Bojaren bedrohen seine Stadt. Während einer Aufklärungsreise nach Osten wird der Ritter Andreas von Velven mit seinem Gefolge von Räubern angegriffen. Beeindruckt von dessen Kampfeswillen rettet ihm Alexander das Leben. Er weiß nicht, dass er damit seinen Feind vor dem Tod bewahrt hat, denn Andreas von Velven ist Kreuzritter des Deutschen Ordens und bereitet einen geplanten Kreuzzug gegen die Russen vor.
Ritter von Velven intrigiert in Nowgorod gemeinsam mit den aufständischen Bojaren. Diese sollen eine Karte der Newa mit geeigneten Lagerplätzen erstellen, um einen Angriff auf Nowgorod vorzubereiten. Daraufhin ist von Velven verschwunden. Wenig später ist Alexander mit seiner Braut Alexandra und seinem Gefolge auf dem Weg zur Hochzeitsfeier. Auch sein bester Freund Ratmir ist heimlich in Alexandra verliebt und deshalb eifersüchtig. Als sie am Wegesrand einen Unbekannten namens Wjatscheslaw treffen, der soeben einen Bären lediglich mit seinem Dolch erlegt hat, nehmen sie ihn und das erlegte Tier mit sich. Während der Feier hat Ratmir einen Streit mit dem Fleischer, ansonsten wird viel getrunken und gegessen. Als der Stumme Hofnarr Kornili entdeckt, dass jemand Gift in den gemeinsamen Weinkelch träufelt und sich im Bärenfleisch eine Pfeilspitze befindet, versucht er Alexander wild gestikulierend auf sich aufmerksam zu machen. Der versteht ihn jedoch nicht. Nachdem Alexander den Kelch zum Trinken ansetzt, stürmt Kornili auf ihn zu, entreißt ihm das Gefäß und trinkt es aus. Kurz danach stirbt der Hofnarr aufgrund der Vergiftung und auch der Fleischer wird tot aufgefunden. Alexander ruft seine Männer zusammen, um den Attentäter zu entlarven. Da Ratmir spurlos verschwunden ist, fällt der Verdacht auf ihn.
Derweil trifft Ritter Andreas von Velven in Schweden ein und trifft sich mit König Erik. Er berichtet von der Karte der Newa, die in Vorbereitung ist, und bietet sie ihm an. Von Velven benutzt die Schweden für seine Zwecke, wohlwissend, dass Erik ebenfalls einen Kreuzzug gegen Russland plant. König Erik nimmt dieses Angebot hocherfreut an. Der Bischof von Riga entsendet zwei Mönche, die Alexander zur Aufgabe des orthodoxen Glaubens auffordern, was dieser entschieden ablehnt. Auch Ratmir taucht wieder auf. Obwohl er seine Unschuld beteuert, lässt Alexander ihn einsperren. Alexander erfährt von der geplanten Kartenübergabe der Bojaren an die zwei Mönche und deckt die Intrige auf. Bevor er die zwei bojarischen Verräter tötet, zwingt er sie, die Karte wie vorgesehen zu übergeben, um die Schweden in Sicherheit zu wiegen. Des Weiteren zeigt man dem Fürsten die Pfeilspitze aus dem Bärenfleisch, was den wahren Attentäter entlarvt. Er lässt Wjatscheslaw, der tatsächlich Dmitri heißt und Sohn eines Feindes von Alexanders Vater ist, verhaften. Ratmir wird wieder freigelassen, die Freundschaft ist jedoch zerbrochen.
Nachdem die Bojaren Dmitri befreit haben, reist dieser nach Schweden und wird dort von Erik zum Ritter geschlagen. Somit wird er am Kreuzzug gegen Nowgorod teilnehmen. Als die Schweden ihr Lager an der Newa aufschlagen, führt Alexander am 15. Juli 1240 seine Armee in die Schlacht an der Newa. Während Ratmir Dmitri töten kann, stirbt er selbst. Die völlig überraschten Schweden müssen eine vernichtende Niederlage hinnehmen. Fürst Alexander gilt seitdem als Volksheld und trägt aufgrund der Schlacht an der Newa den Beinamen Newski.

## Hintergrund
Während der englische Titel Alexander: The Neva Battle, zu deutsch Alexander: Die Schlacht an der Newa, dem russischen Originaltitel Rechnung trägt, wird der Film in Deutschland unter dem irreführenden Titel Alexander der Kreuzritter aufgeführt und vertrieben. Alexander war jedoch kein Kreuzritter. Er bekämpfte die Kreuzritter bis aufs Äußerste und stieg deshalb zum russischen Nationalhelden auf. Im September 2014 wurde der Film mit dem Titel 1240 – Die Schlacht an der Neva auf Deutsch wiederveröffentlicht.

## Kritiken
„Die bereits 1938 von Sergej Eisenstein effektvoll und packend inszenierte Handlung tendiert nun in Richtung historischer Actionfilm mit Überhang an Schlachtenszenen, wobei die Ausstattung deutlich am geringen Budget krankt.“

„Mehr Actionfilm und Abenteuerschwank als der bierernste Klassiker, richtet man das Augenmerk auf den Kampf gegen Schweden, um den (spektakuläreren) gegen die Deutschen womöglich in einem 2. Teil draufzusetzen. Wie späte Rache jedoch der deutsche Titel – gekämpft wird hier gegen Kreuzritter!“